# Буйницкий, Виктор Харлампиевич

«Седовцы» слева направо: помощник капитана В. Х. Буйницкий, врач А. П. Соболевский, кок П. В. Мегер, радист Н. М. Бекасов, механик С. Д. Токарев. 1 сентября 1938 − 12 января 1940 гг.

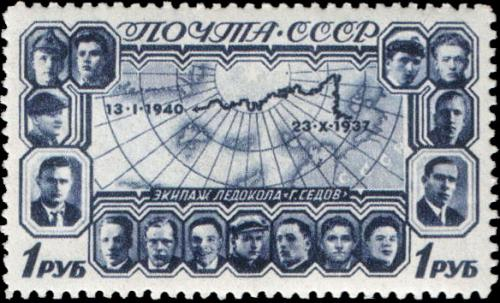
Экипаж ледокола «Георгий Седов»

Виктор Харлампиевич Буйницкий (1911—1980) — член экипажа ледокольного парохода «Георгий Седов» Главсевморпути. Участник Великой Отечественной войны. Герой Советского Союза (1940).
Заслуженный деятель науки и техники РСФСР. Почётный работник морского флота, доктор географических наук. Участник пятнадцати полярных экспедиций. Автор более 100 научных работ, из них 14 книг и брошюр.

## Биография
Родился 18 декабря (31 декабря по новому стилю) 1911 года в городе Чите в семье служащего. Русский.
Окончил 7 классов. В 1930 году окончил Читинский лесотехнический техникум, работал в таежных лесах Хабаровского края. По комсомольской путевке в 1932 году он приехал в Ленинград, где поступил в Горный институт. Затем перевёлся в Гидрографический институт, открытый в 1935 году. В 1936 году, во время производственной практики, участвовал в дрейфе ледокола «Садко» в Карском море. Член ВКП(б)/КПСС с 1942 года.
Участник арктического дрейфа парохода «Георгий Седов», где Буйницкий был единственным научным сотрудником — гидрографом-геофизиком.
В 1940 году окончил Ленинградский гидрографический институт. С февраля 1940 года он старший научный сотрудник Научно-исследовательского института Арктики, а с июля 1941 года — его директор.
Участник Великой Отечественной войны с 1941 года. Сражался на Краснознамённом Балтийском, затем на Северном флоте, был штурманом на эскадренном миноносце «Урицкий», флагманским штурманом специальной группы штаба Северного флота, конвоировавшей караваны транспортов союзников. В 1942 году Буйницкий был отозван с флота и вновь назначен директором Научно-исследовательского института Арктики, в котором под его руководством была создана система гидрометеорологического обеспечения арктического мореплавания.
С 1946 года капитан 2-го ранга В. Х. Буйницкий — в запасе. В 1946 году он защитил кандидатскую, а в 1948 году — докторскую диссертации. С 1950 года — профессор, заведующий кафедрой океанологии Ленинградского государственного университета.
Умер 18 июня 1980 года. Похоронен в городе Ленинграде на кладбище Памяти жертв 9-го января, где на могиле учёного-полярника установлен памятник.

## Память
- Имя Героя носит улица в посёлке Песчанка в городе Чита.
- В честь Имени Героя названа Общеобразовательная Средняя Школа номер 10.
- В память о Буйницком названа гора среди материковых льдов Антарктиды
- Научно-исследовательское судно «Виктор Буйницкий», с 1986 года было приписано к порту города-героя Мурманска, ныне принадлежит Морской спасательной службе[2].
- Вид морского моллюска Leptogyra bujnitzkii[англ.] (Gorbunov 1946) описанный из сборов сделанных во время дрейфа 1937-1940 гг, также названа в честь Буйницкого[3][4].

## Награды
- Указом Президиума Верховного Совета СССР от 3 февраля 1940 года «за проведение героического дрейфа, выполнение обширной программы исследований в трудных условиях Арктики и проявленное при этом мужество и настойчивость» инженеру-гидрографу ледокольного парохода «Георгий Седов» Буйницкому Виктору Харлампиевичу присвоено звание Героя Советского Союза с вручением ордена Ленина и медали «Золотая Звезда» (№ 229). Согласно этому же Указу ему была вручена денежная премия в сумме 25000 рублей.
- Награждён орденом Ленина, орденами Отечественной войны 1-й и 2-й степени, двумя орденами Трудового Красного Знамени, медалями, в том числе — «За оборону Ленинграда», «За оборону Советского Заполярья».